# Cryptorhynchus lapathi
Cryptorhynchus lapathi es una especie de coleóptero curculiónido de la subfamilia Cryptorhynchinae, de 6 a 9 mm de longitud. Ataca especialmente a determinados clones de chopos jóvenes. Agujerean y deprecian la calidad comercial de la madera y, si el ataque es muy intenso, pueden provocar roturas de ramas en días de viento.